# Thomisus guadahyrensis
Thomisus guadahyrensis es una especie de araña cangrejo del género Thomisus, familia Thomisidae. Fue descrita científicamente por Keyserling en 1880.

## Distribución
Esta especie se encuentra en Perú.